# Adolf Patek
Adolf Patek (* 4. April 1900 in Wien; † 9. September 1982) war ein österreichischer Fußballspieler und -trainer, der für den Wiener Sport-Club, den DFC Prag und den AC Sparta Prag als Spieler aktiv war, und als Trainer in Deutschland, Österreich und der Schweiz sich einen Namen machte.

## Karriere

### Spieler
Patek spielte ab 1916 regelmäßig in der höchsten österreichischen Spielklasse für den Wiener Sport-Club. In einem Zeitungsartikel aus dem Jahr 1917 wurde jedoch erwähnt, dass der Halbrechte krankheitsbedingt oftmals auch noch in der Reservemannschaft eingesetzt wurde; etwa in der Herbstspielzeit 1917. Größter Erfolg mit den Dornbachern war das Erreichen des ersten ÖFB-Cup-Finales 1919, noch unter der Bezeichnung Niederösterreichischer Cup, in dem er sich allerdings mit seiner Mannschaft dem SK Rapid Wien mit 0:3 geschlagen geben musste.
Gemeinsam mit weiteren Vereinsmitspielern, unter ihnen Karl Jordan, wechselte er bald zum DFC Aussig und vorübergehend als „moderner Landsknecht“ zum Dresdner SC, wo es jedoch Probleme mit dem Amateurstatut des DFB gab. Nach aufgehobener Sperre spielte er wieder in Aussig und schloss sich später dem DFC Prag an. Als dieser seine Profimannschaft 1927 auflöste, wurde der Stürmer vom Stadtkonkurrenten AC Sparta Prag abgeworben. Dort spielte er gemeinsam mit „Pepi“ Horejs, einem ehemaligen Spieler aus Wien, im Sturm der Prager und gewann 1931/32 die Meisterschaft. Schon gleich 1927 wirkte er im Finale um den erstmals ausgespielten Mitropapokal mit und gewann es mit seiner Mannschaft gegen den SK Rapid Wien, indem das Hinspiel in Prag mit 6:2 gewonnen – Patek traf zweimal –, das Rückspiel mit 1:2 in Wien verloren wurde. 1930 kam es zur neuerlichen Begegnung beider Mannschaften, die allerdings der SK Rapid Wien nach Hin- und Rückspiel für sich entschied. Später kehrte Patek noch einmal zum DFC Prag zurück.

### Trainer
1939 wird Patek als Trainer der Sportbrüder Prag genannt. Nach dem Zweiten Weltkrieg setzte er seine Trainerkarriere fort und wurde zunächst unter Verbandskapitän Eduard Bauer Verbandstrainer des ÖFB, wo er das Jugendteam betreute. 1947 nahm er sich des Schweizer A-Nationalligisten FC Bern an, mit dem er jedoch am Saisonende 1947/48 in die Nationalliga B absteigen musste und diese 1948/49 als Zweitplatzierter abschloss.
Von September 1949 bis Mai 1953 war er Nationaltrainer der Nationalmannschaft Luxemburgs. Seine größten Erfolge als Trainer hatte er mit dem Karlsruher SC, den er von 1953 bis 1956 in der Oberliga Süd, der höchsten deutschen Spielklasse, und in seiner letzten Saison zur Süddeutschen Meisterschaft führte. Mit der damit verbundenen Teilnahme an der Ausspielung der Deutschen Meisterschaft drang er mit seiner Mannschaft – nach dem Gruppensieg mit dem FC Schalke 04, 1. FC Kaiserslautern und Hannover 96 – in das am 24. Juni 1956 im Berliner Olympiastadion mit 2:4 verlorenem Finale gegen Borussia Dortmund vor. Ein Jahr zuvor drang er mit der Mannschaft ins Finale um den nationalen Vereinspokal vor, den diese mit 3:2 gegen den FC Schalke 04 auch gewannen.
Von 1956 bis 1958 betreute er Eintracht Frankfurt. Mit der Mannschaft gewann er 1957 den erstmals ausgespielten Deutschen Flutlichtpokal gegen den FC Schalke 04.
Von 1958 bis 1961 war er beim FC Bayern München tätig und schloss mit ihm die drei Spielzeiten um die Süddeutsche Meisterschaft als Vierter, Dritter und Achter ab.
1961 machte er sich mit Weltmeister Karl Mai zum schweizerischen Erstligisten Young Fellows Zürich auf. Mai zog bereits nach 15 Spielen weiter, Patek blieb und stieg  1963 auch hier in die Nationalliga B ab, ehe er wieder nach Österreich zurückkehrte und von 1963 bis 1966 den 1. Wiener Neustädter SC trainierte.
Mit den Neustädtern drang er 1964/65 bis ins ÖFB-Cupfinale vor, welches der amtierende Meister LASK Linz knapp mit 1:0 für sich entschied, nachdem die erste Begegnung 1:1 unentschieden endete. Trotz der Niederlage nahm er mit der Mannschaft am Europapokal der Pokalsieger-Wettbewerb teil, schied allerdings in der Vorrunde mit 0:3 nach Hin- und Rückspiel gegen den rumänischen Vertreter Știința Cluj aus Cluj-Napoca aus diesem aus.

## Erfolge

### Spieler
- Mitropacup-Sieger 1927
- Mitropacup-Finalist 1930

- Tschechoslowakischer Meister 1926, 1927, 1932
- ÖFB-Cup-Finalist 1919

### Trainer
- DFB-Pokal-Sieger 1955
- Deutscher Vizemeister 1956
- Deutscher Flutlichtpokal-Sieger 1957
- ÖFB-Cup-Finalist 1965